# Punt (maat)
De punt of Didot-punt is de typografische eenheid voor de grootte van letters oftewel het korps. Een punt is 0,376 mm. Het korps is de afstand van de onderkant van een staartletter als de g en j tot aan de bovenkant van een stokletter als de f en l, vermeerderd met het vlees (wit) aan de boven- en onderkant.
Het twaalftallig puntenstelsel is in de typografie de standaard. Pogingen om er een decimaal stelsel van te maken hebben gefaald. De beste benadering is het fractionele puntenstelsel met de fractionele pica (ook computerpica genoemd in de DTP-omgeving) die heel dicht bij de picapunt ligt (zie tabel hieronder). Bij het digitaal zetten wordt de picapunt gebruikt. De picapunt is een afgeleide van de pica, die uit Groot-Brittannië stamt. De pica bevat 12 picapunten.
Er zijn van de pica twee versies: de old-pica: 1 pica = 1/6 inch = 0,1667 inch en de new-pica: 1 pica = 0,1660 inch.
|                          | mm       | didotpunt | picapunt | fractionele punt | cicero = augustijn | inch    |
| ------------------------ | -------- | --------- | -------- | ---------------- | ------------------ | ------- |
| 1 mm =                   | 1        | 2,65911   | 2,84527  | 2,83463          | 0,22159            | 0,03937 |
| 1 didotpunt =            | 0,376065 | 1         | 1,07001  | 1,06601          | 0,08333            | 0,01481 |
| 1 picapunt =             | 0,35146  | 0,93457   | 1        | 0,99626          | 0,07788            | 0,01384 |
| 1 fractionele punt =     | 0,35278  | 0,93808   | 1,00375  | 1                | 0,07817            | 0,01389 |
| 1 cicero = 1 augustijn = | 4,51279  | 12        | 11,95512 | 12,79212         | 1                  | 0,17767 |
| 1 inch =                 | 25,4     | 67,54142  | 72,26996 | 72               | 5,62845            | 1       |

12 punten = 1 cicero. En 1 cicero = 4,512 mm. In een meter gaan 2660 punten. De cicero werd genoemd naar Marcus Tullius Cicero; in een uitgave van zijn brieven uit 1466 werd een drukletter gebruikt die in grootte overeenkomt met 12 punten.
Een cicero wordt ook wel augustijn genoemd. De benaming augustijn komt uit Frankrijk; de drukletter met de grootte die gebruikt werd in een uitgave van De civitate Dei van Augustinus uit 1474 is een saint-augustin.